# Elsrickle
Elsrickle, ehemals Elridgehill, ist eine Ortschaft an der Ostgrenze der schottischen Council Area South Lanarkshire beziehungsweise der traditionellen Grafschaft Lanarkshire. Sie liegt rund 16 Kilometer östlich von Lanark und 32 Kilometer südwestlich des Zentrums von Edinburgh vor der Südflanke der Pentland Hills.

## Geschichte
Auf der Kuppe des 303 m hohen Castle Hills südlich von Elsrickle finden sich die Überreste eines historischen Hillforts. In seiner geographischen Enzyklopädie hob Francis Groome Elsrickle in den 1880er Jahren aus der Masse der schottischen Dörfer positiv heraus. Zu dieser Zeit befanden sich dort eine Dorfschule sowie eine Kirche der Free Church.
Im Jahre 1961 lebten 114 Personen in Elsrickle. Zehn Jahre später war die Einwohnerzahl auf 107 abgesunken. In den folgenden Jahrzehnten stieg die Einwohnerzahl nahezu stetig an.

## Verkehr
Die A721 (Kirkdean–Bellshill) bildet die Hauptverkehrsstraße Elsrickles und schließt die Ortschaft direkt an das Fernverkehrsstraßennetz an. Im Osten sind innerhalb weniger Kilometer die A72 (Hamilton–Galashiels) und die A702 (Edinburgh–St John’s Town of Dalry) erreichbar.